# Kantélégué
Kantélégué est une localité du nord de la Côte d'Ivoire qui se situe dans la Région des savanes.